# Tentative présumée de coup d’État de Ceylan de 1966
La tentative présumée de coup d'État ceylanais de 1966 (également connu sous le nom de coup d'État de la salle de bain ou du coup d’État des toilettes ) était un coup d'État militaire présumé prévu au Sri Lanka (Ceylan). Le commandant de l'armée ceylanaise et plusieurs militaires furent arrêtés. Ils furent par la suite acquittés d'un complot visant à renverser le gouvernement légalement élu.

## Contexte
Après la tentative de coup d'État militaire en 1962, l'armée de Ceylan avait été réformée. En 1965, un nouveau gouvernement fut élu après la défaite électorale du gouvernement de Sirimavo Bandaranaike en 1965. Dudley Senanayake devint Premier ministre. Pendant son mandat, son gouvernement commença à défaire plusieurs politiques pro-cingalaises entreprises par le gouvernement précédent, ce qui provoqua du ressentiment auprès de certaines factions.

## Enquêtes
Pendant que Dudley Senanayke était à Washington, des enquêtes entreprises par le SP Ana Seneviratne, alors directeur du CID, conduisirent à l'arrestation par la police de plusieurs sous-officiers (NCO) de l'armée, d'un fonctionnaire à la retraite et d'un moine ayant des liens politiques. Ces arrestations se firent sur la base d'un complot supposé dans le but de commettre un coup d'État. Pendant ce temps, le commandant de l'armée, le général de division Richard Udugama, était au Royaume - Uni et fut rappelé immédiatement. À son arrivée en juillet 1966, il fut arrêté à l'aéroport international de Bandaranaike par l'IGP John Attygalle.
Un total de 31 suspects furent arrêtés, dont le général de division Richard Udugama, NQ Dias (ancien secrétaire permanent du ministère des Affaires extérieures et de la Défense qui avait pris sa retraite après l'arrivée au pouvoir du nouveau gouvernement), Ven. Henpitagedera Gnanashia, le capitaine Sirisena et 20 sous-officiers et soldats privés ainsi que plusieurs civils. Plus tard, deux suspects, le caporal Tilekawardene et Dodampe Mudalali, se «suicidèrent» en sautant du bureau du CID au quatrième étage du bâtiment du secrétariat de Colombo. Durant l'enquête, après avoir reçu de nouveaux éléments de preuve, le magistrat modifia le verdict, le faisant passer d'un suicide en un homicide. Plusieurs officiers de l'armée, dont le major (plus tard lieutenant-général) Denzil Kobbekaduwa, furent envoyés en congé obligatoire. Les enquêtes révélèrent aussi des liens avec un "Dr Tissa" identifié comme étant Rohana Wijeweera .

## Conséquences
Le procureur général, ACM Ameer, conseiller de la Reine, déposa une plainte auprès de Ben David, le magistrat en chef de Colombo, qui renvoya ensuite l'accusé devant la Cour suprême de Ceylan. Ce renvoi concernait deux chefs d'accusation : 
1. Conspiration pour faire la guerre à la Reine entre le 1er décembre 1965 et le 18 février 1966.
2. Conspiration entre lesdites dates et au cours de la même opération pour renverser le gouvernement de Ceylan au moyen de la force criminelle ou de la démonstration de force criminelle.

HNG Fernando, le juge en chef, rassembla une cour de trois juges de la Cour suprême et un jury. Les accusés étaient défendus par certains des meilleurs avocats du pays, tels que le Dr Colvin R. de Silva, Felix Dias Bandaranaike, Anil Moonesinghe, Mangala Moonesinghe, Neville Samarakoon, Tissa Wijeyeratne, Batty Weerakoon. L'affaire fut par la suite classée lorsque le jury acquitta à l'unanimité tous les accusés  de l'accusation de complot visant à renverser le gouvernement, faute de preuves.
Le major-général Richard Udugama participa et remporté les élections législatives suivantes du Sri Lanka Freedom Party. NQ Dias fut nommé haut-commissaire du Sri Lanka en Inde par le gouvernement Bandaranaike, réélu au pouvoir en 1970. Les sous-officiers accusés furent nommés officiers du gouvernement Bandaranaike  et les officiers envoyés en congé obligatoire furent réintégrés en 1970.
La branche spéciale des forces de police de Ceylan, chargée de la sécurité nationale créée par le gouvernement de Senanayake pour empêcher un futur coup d'État, fut dissoute lorsque Sirimavo Bandaranaike arriva de nouveau au pouvoir en 1970. Cette suppression entraîna la prise de son gouvernement par surprise, lors du début de l'insurrection JVP en 1971.